# Tipula (Lunatipula) macropyga
Tipula (Lunatipula) macropyga is een tweevleugelige uit de familie langpootmuggen (Tipulidae). De soort komt voor in het Palearctisch gebied.